# Belonia
Belonia là một thị xã và là một nagar panchayat của quận South Tripura thuộc bang Tripura, Ấn Độ.

## Địa lý
Belonia có vị trí 23°15′B 91°27′Đ / 23,25°B 91,45°Đ Nó có độ cao trung bình là 23 mét (75 foot).

## Nhân khẩu
Theo điều tra dân số năm 2001 của Ấn Độ, Belonia có dân số 15.687 người. Phái nam chiếm 52% tổng số dân và phái nữ chiếm 48%. Belonia có tỷ lệ 85% biết đọc biết viết, cao hơn tỷ lệ trung bình toàn quốc là 59,5%: tỷ lệ cho phái nam là 88%, và tỷ lệ cho phái nữ là 81%. Tại Belonia, 9% dân số nhỏ hơn 6 tuổi.